# Бонос
Вижте пояснителната страница за други личности с името консула от 344 г. Флавий Бонос.
Бонос (на латински: Bonosus; Gallus Quintus Bonosus) е римски узурпатор през 3 век.
Според Historia Augusta той е роден в Римска Испания, баща му е британец, а майка му е галийка. Баща му умира рано, но майка му успява да му даде добро възпитание. Той e командир на римската флота на Рейн и германите успяват да я изгорят.
Тогава той през 280 г. (или 281) в Кьолн, заедно с Прокул (?), се провъзглася за император.
Разгромен е от официалния император Проб. Бонос се обесва. Той оставя съпруга и два сина, към които Проб се отнася с почит.